# Eresinopsides staphyla
Eresinopsides staphyla är en fjärilsart som beskrevs av Gustaaf Hulstaert 1924. Eresinopsides staphyla ingår i släktet Eresinopsides och familjen juvelvingar. Inga underarter finns listade i Catalogue of Life.